# Elster-Kaltzeit

Maximale Ausdehnung des Eises in Europa

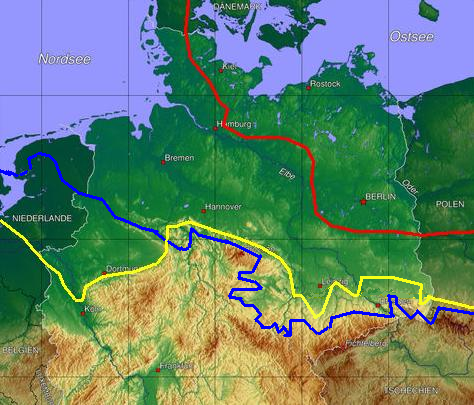
Schematische Darstellung der jeweils maximalen Gletschervorstöße der drei letzten Kaltzeiten im norddeutschen Tiefland:
Eisrandlage der Weichsel-Kaltzeit
Eisrandlage der Saale-Kaltzeit
Eisrandlage der Elster-Kaltzeit

Die Elster-Kaltzeit, auch Elster-Glazial oder Elster-Zeit, in der älteren und der populärwissenschaftlichen Literatur auch Elster-Eiszeit genannt, ist die älteste Kaltzeit des Känozoischen Eiszeitalters, bei der es nachgewiesenermaßen zu einer großräumigen Vergletscherung Norddeutschlands gekommen ist. Sie wird zeitlich mit der süddeutschen Mindel-Kaltzeit korreliert. Die Elster-Kaltzeit wird derzeit auf etwa 400.000 bis 320.000 Jahre vor heute datiert. Sie löste den langen Zeitabschnitt des im Durchschnitt etwas wärmeren Cromer-Komplexes ab. Ablagerungen zweier Eisvorstöße sind weiträumig verbreitet. Auf die Elster-Kaltzeit folgt die Holstein-Warmzeit.

## Namensgebung und Begriffsgeschichte
Die Elster-Kaltzeit ist nach der Weißen Elster benannt, einem rechten Nebenfluss der Saale. Der Name wurde erstmals von Konrad Keilhack im Jahre 1910 als „Elster-Eiszeit“ verwendet. Eine Typuslokalität benannte er nicht. Auf Beschluss der Subkommission für Europäische Quartärstratigraphie wurde ein Profil bei Voigtstedt (Kyffhäuserkreis, Thüringen) zur Lecto-Stratotyplokalität bestimmt. Der Begriff „Elster-Eiszeit“ löste den älteren Begriff „Erste Eiszeit“ ab. Heute sind in der wissenschaftlichen Literatur die Begriffe Elster-Kaltzeit oder Elster-Glazial am gebräuchlichsten. Da die Elster-Kaltzeit jedoch auch wärmere Zeitabschnitte beinhaltet, sprechen manche Forscher auch vom Elster-Komplex. Allerdings halten Litt et al. (2007) diesen Begriff für unzutreffend und lehnen den Begriff ab, da die Elster-Kaltzeit durch keine Warmzeit unterteilt ist. In der Stratigraphischen Tabelle von Deutschland 2002 ist der Name zu Elsterium abgewandelt worden, um eine Angleichung an die chronostratigraphischen Einheiten zu erreichen.

## Korrelation und Datierung
Das genaue Alter der Elster-Kaltzeit ist bis heute umstritten. Der Grund liegt in den fehlenden absoluten Datierungsmöglichkeiten der eiszeitlichen Sedimente, so dass die Altersangaben auf Korrelation mit den etwas jüngeren Ablagerungen der Holstein-Warmzeit beruhen. Aber die Altersstellung gerade dieser Warmzeit wird bis heute kontrovers diskutiert. Von einem Teil der Quartärgeologen wird nach wie vor die Sauerstoff-Isotopenstufe (MIS oder OIS) 11 für das Holstein favorisiert, während MIS-Stufe 7 aktuell kaum noch vertreten wird. Die in den letzten 10 Jahren verbesserten Methoden der Altersbestimmung, insbesondere die Uran-Thorium-Datierung sowie die Radiofluoreszenz als neue Methode der Thermolumineszenzdatierung machen die Sauerstoff-Isotopenstufe 9.3 heute am wahrscheinlichsten. Damit wird die Elster-Kaltzeit in Mitteleuropa meist mit der globalen marinen Sauerstoffisotopen-Zone MIS 10 korreliert und eine Zeitspanne 400.000 bis 320.000 Jahren vor heute angesetzt. Bei einer Einstufung des Holsteins in die MIS-Stufe 11 ergäbe sich dann für die Elster-Kaltzeit eine Einstufung in die MIS-Stufe 12 (Höhepunkt um 430.000 Jahre vor heute).

## Verbreitung

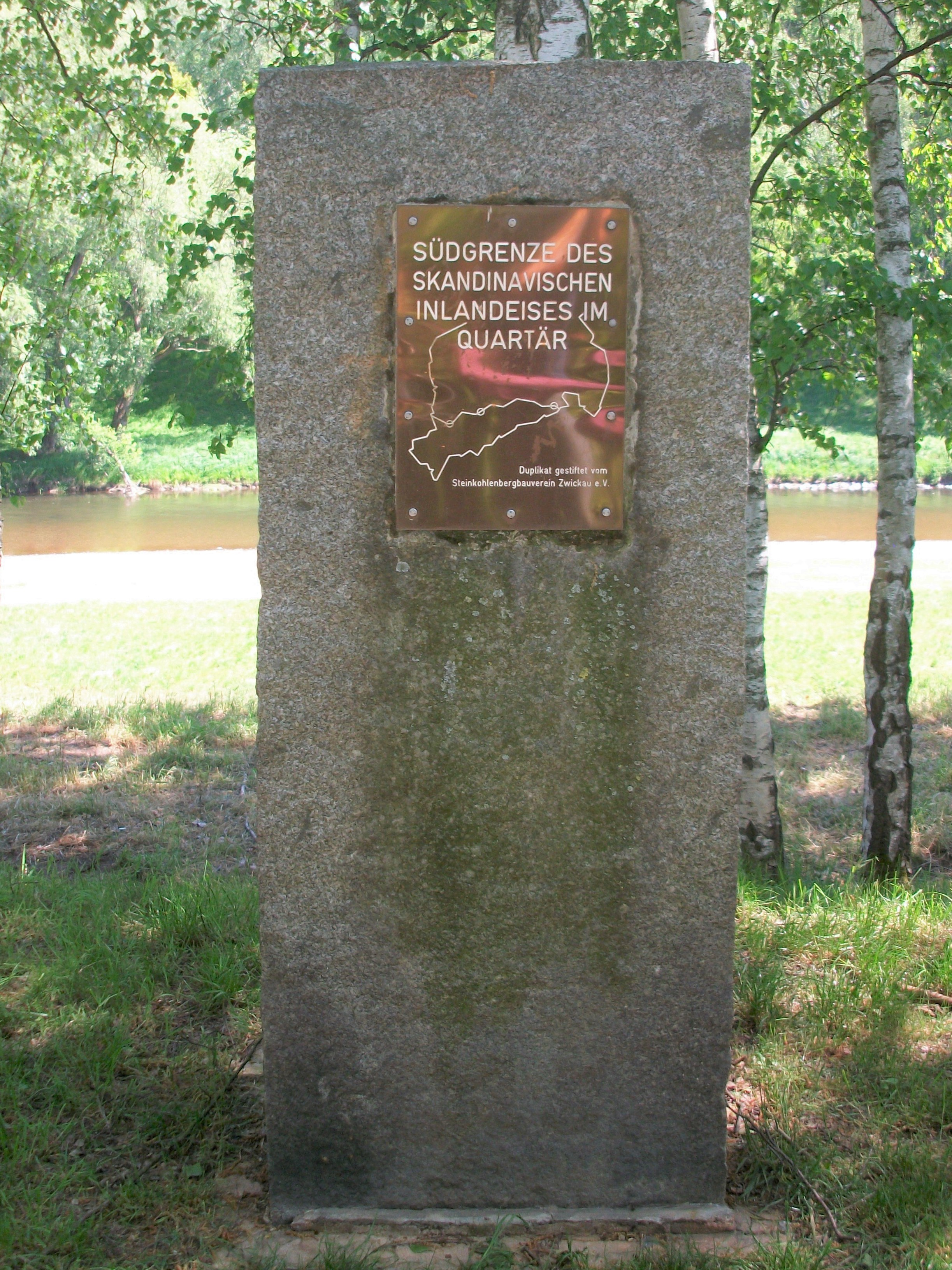
Zwickau-Schedewitz, Gedenkstein Südgrenze des Skandinavischen Inlandeises während der Elster-Kaltzeit

Ablagerungen der Elster-Kaltzeit sind in Nord- und Mitteldeutschland weit verbreitet zu finden. Die Ablagerungen reichen bis zur maximalen Ausdehnung des Fennoskandischen Eisschildes, die in Sachsen, Sachsen-Anhalt und Thüringen durch die Feuersteinlinie gekennzeichnet ist. Der aus kreidezeitlichen Ablagerungen stammende Feuerstein wurde mit dem Eis von Nordeuropa nach Süd- oder Mitteldeutschland verfrachtet und an den Eisrandlagen, den Endmoränen, abgelegt. Das Eis der Elster-Kaltzeit erreichte in Deutschland den nördlichen Harzrand, verlief von dort nach Südosten und überwand östlich des Bodetales den Unterharz. Südlich des Harzes wandte sich das Eis nach Westen und drang auf eine Linie Bad Langensalza-Erfurt-Weimar vor. Von dort lässt sich der Eisrand über Jena, Weida bis nach Zwickau verfolgen. Von Zwickau verlief er weiter am Erzgebirge entlang über Chemnitz, Roßwein nach Freital, das Elbsandsteingebirge und das Lausitzer Bergland. Westlich des Harzes ist der Verlauf des Eisrandes noch bis etwa Seesen, Alfeld und Rinteln recht genau bekannt. Weiter im Westen ist er unsicher, da er hier von den Gletschern der jüngeren Saale-Kaltzeit überfahren wurde und die Endmoränen eingeebnet wurden. Anhand der Feuersteinlinie lässt sich die Lage des Eisrandes jedoch ungefähr weiter festlegen: entlang des Teutoburger Waldes, nach einem Knick von wenigen Zehnerkilometern nach Süden weiter nach Nordwesten nördlich der Ems bis in die nördlichen Niederlande und die Nordsee.

## Ablauf und Gliederung der Elster-Kaltzeit
Die Grenze zum älteren Cromer-Komplex wird mit einer deutlichen Abkühlung nach dem letzten Interglazial des Cromer-Komplexes gezogen. Im Lecto-Stratotypprofil wird die Elster-Kaltzeit vom Voigtstedt-Interglazial unterlagert. Allerdings ist die Grenze äußerst problematisch. Nach Litt et al. (2007) spricht einiges dafür, dass das Voigtstedt-Interglazial nicht mit dem jüngsten Interglazial des Cromer-Komplexes zu korrelieren ist, sondern mit einem älteren Interglazial innerhalb des Cromer-Komplexes. Damit ist aber die in Voigtstedt definierte Untergrenze der Elster-Kaltzeit sehr fraglich geworden; es ist mit einer größeren Schichtlücke zwischen Voigtstedt-Interglazial und der Elster-Kaltzeit zu rechnen.
Im Elsterhochglazial, einem Zeitabschnitt von 65.000 Jahren, gab es mindestens zwei große Eisvorstöße, deren maximale Ausdehnung bis an den Fuß der deutschen Mittelgebirge reichte. Die Vorstöße werden durch einen Eisrückzug voneinander getrennt.
- Markranstädt-Phase mit glazigenen Sedimenten (lithostratigraphisch als Markranstädt-Glaziär-Formation bezeichnet)
- Miltitz-Intervall, Schmelzwasserablagerungen und fluviatile Ablagerungen (auch „Miltitzer Horizont“ oder „Miltitzer Zwischensediment“ genannt)
- Zwickau-Phase (in Thüringen als Erfurt-Phase bezeichnet), glazigene Sedimente (lithostratigraphisch als Zwickau-Glaziär-Formation bezeichnet)

Im Elsterspätglazial erfolgte im Verlauf von rund 15.000 Jahren wieder eine allmähliche Erwärmung. Drei Interstadiale sind bisher ausgeschieden worden:
- Esbeck-Interstadial, alle drei Interstadiale belegen eine Bewaldung mit Kiefern, Fichten und Birken.
- Offleben II-Interstadial
- Offleben I-Interstadial

Die drei Interstadiale sind jeweils durch kurze Stadiale voneinander getrennt, das Esbeck-Interstadial ist durch ein kurzes Stadial von der Holstein-Warmzeit getrennt. Diese Stadiale sind bisher nicht mit eigenen Namen benannt worden.
Im Gegensatz zu den späteren Vereisungen ist die maximale Ausdehnung nicht mehr anhand von Endmoränen erkennbar. Eine noch weiter südlich reichende Vereisung während der späteren Saale-Kaltzeit im Westen Deutschlands löschte hier alle oberirdisch erkennbaren Spuren. Die später nicht mehr durch Eis überformten östlicheren Endmoränen wurden vor allem durch langandauernde periglaziale Prozesse eingeebnet. Rekonstruierbar ist die Ausdehnung anhand der Feuersteinlinie. In Schleswig-Holstein schufen subglaziäre Ausräumungen Rinnen bis −360 m unter NN, die später mit jüngeren Ablagerungen verfüllt wurden.